# إدوارد جون دان
إدوارد جون دان (بالإنجليزية: Edward John Dunn)‏ هو عالم نبات وجيولوجي أسترالي، ولد في 1 نوفمبر 1844، وتوفي في 20 أبريل 1937.